# El Atorón
El Atorón är en ort i Mexiko.   Den ligger i kommunen Peñamiller och delstaten Querétaro Arteaga, i den centrala delen av landet, 190 km norr om huvudstaden Mexico City. El Atorón ligger 1 448 meter över havet och antalet invånare är 142.
Terrängen runt El Atorón är kuperad västerut, men österut är den bergig. Runt El Atorón är det ganska tätbefolkat, med 54 invånare per kvadratkilometer. Närmaste större samhälle är Pinal de Amoles, 11,1 km nordost om El Atorón. I omgivningarna runt El Atorón växer huvudsakligen savannskog.